# Дуванлії
Дуванлі́ї (болг. Дуванлии) — село в Пловдивській області Болгарії. Входить до складу общини Калояново.

## Населення
За даними перепису населення 2011 року у селі проживали 548 осіб.
Національний склад населення села:
| Національність   | Кількість осіб | Відсоток |
| ---------------- | -------------- | -------- |
| болгари          | 482            | 89,6%    |
| турки            | 42             | 7,8%     |
| цигани           | 13             | 2,4%     |
| Всього відповіли | 538            |          |

Розподіл населення за віком у 2011 році:
Динаміка населення: